# Gaston Aumoitte
Gaston Achille Louis Aumoitte (Hanoi, 19 december 1884 - Sainte-Foy-la-Grande, 30 december 1957) was een Frans croquetspeler. 
Aumoitte won samen met zijn landgenoot Georges Johin de gouden medaille in het dubbelspel bij het onderdeel croquet, dit was niet heel verwonderlijk omdat zij de enige deelnemers waren.
Individueel won Aumoitte de gouden medaille op het onderdeel enkelspel met één bal.

## Erelijst
- 1900 –  Olympische Spelen in Parijs enkelspel één bal
- 1900 –  Olympische Spelen in Parijs dubbelspel